# Moses Ingram
Moses Ingram (nascuda el 1993 o 1994) és una actriu estatunidenca, més coneguda pel seu paper de Jolene a la minisèrie de Netflix The Queen's Gambit, per la qual va ser nominada al Primetime Emmy Award a la millor actriu secundària en una sèrie o pel·lícula limitada o antologia.

## Primers anys i educació
Ingram va créixer a West Baltimore, Maryland, en una família reconstituïda de sis fills; la seva mare treballava a la guarderia i el seu padrastre era operari de la ciutat. Als 10 anys, la seva mare i una professora de Windsor Hills Elementary la van inscriure en un programa de teatre extraescolar. Més tard va assistir a la Baltimore School for the Arts i es va graduar en 2012.
A causa de les limitacions econòmiques, Ingram va rebutjar una oferta per assistir a la Universitat Howard i es va matricular al Baltimore City Community College. Tot i que la ciutat de Baltimore no tenia un programa de teatre, el seu assessor la va animar a continuar actuant i audicionant per a obres de teatre locals. També va realitzar diverses feines a temps parcial i beques per finançar els estudis.
El 2015, va guanyar un concurs regional de la Societat Nacional d'Arts i Lletres i va acabar quarta en els nacionals. El guanyador d'aquell concurs, Jonathan Majors, la va animar a fer una audició a la Yale School of Drama. Va ser acceptada amb suport de beques i es va matricular a la tardor del 2016. Va rebre un premi Princess Grace el 2018. Es va graduar del seu màster al juny de 2019.

## Carrera
Un mes després de graduar-se, va fer una audició a la ciutat de Nova York per a un paper a The Queen's Gambit i va aconseguir el paper de Jolene, l'amiga de Beth de l'orfenat de la sèrie. Pel seu paper, va ser nominada al premi Primetime Emmy a la millor actriu secundària en una sèrie o pel·lícula limitada o antologia.
Ingram va aparèixer després al drama de Peter Hedges The Same Storm i com Lady Macduff a The Tragedy of Macbeth de Joel Coen, que es va estrenar al Festival de Cinema de Nova York el setembre de 2021. Forma part del repartiment d'Ambulance de Michael Bay i de la sèrie de Star Wars de Disney+ dirigida per Deborah Chow Obi-wan Kenobi.
Tenint en compte la seva nominació a l'Emmy i aquests papers, Variety la va nomenar un dels deu actors per veure el 2021.
Pròximament, apareixerà en dues minisèries d'Apple TV+: Lady in the Lake, al costat de Natalie Portman, i The Big Cigar, protagonitzada per André Holland. El març de 2023, es va unir al repartiment de The End de Joshua Oppenheimer.

## Filmografia
| Any  | Pel·lícula o sèrie     | Personatge        | Notes                |
| ---- | ---------------------- | ----------------- | -------------------- |
| 2018 | Candace                | Charlie           | Curtmetratge         |
| 2020 | The Queen's Gambit     | Jolene            | Minisèrie de Netflix |
| 2021 | The Same Storm         | Audre Robinson    | Pel·lícula           |
| 2021 | The Tragedy of Macbeth | Lady Macduff      | Pel·lícula           |
| 2022 | Obi-Wan Kenobi         | Reva/Third Sister | Sèrie                |